# Papajevke
Papajevke (latinsko Caricaceae) so majhna družina tropskih rastlin, uvrščenih v red križničevcev, ki je ime dobila po napomembnejšem predstavniku papaji (Carica papaya). Naravno so bile papajevke razširjene v tropskom področju Srednje in Južne Amerike ter delu Afrike. Njeni predstavniki imajo grmičasto rast ali pa oblikujejo drevesa višine 5 do 10 metrov, plodovi nekaterih vrst so užitni. 

## Rodovi
1. Jacaratia A. DC. (7 vrst)
2. Cylicomorpha Urb. (2 vrsti)
3. Carica L. (4 vrste)
4. Vasconcellea A. St.-Hil. (26 vrst)
5. Jarilla Rusby (4 vrste)